# European Ramblers’ Association
European Ramblers’ Association (ERA) är en paraplyorganisation för 61 vandringsföreningar från 34 europeiska länder.
ERA administrerar tolv europaleder för vandrare och organiserar de regelbundet återkommande europeiska vandrarträffarna EURORANDO.

## Ordföranden
| Georg Fahrbach, Tyskland  | 1969 - 1976 |
| Paul Schäublin, Schweiz   | 1976 - 1979 |
| Konrad Schubach, Tyskland | 1979 - 1985 |
| Robert Wurst, Österrike   | 1985 - 1994 |
| Hubert Yseboodt, Belgien  | 1994 - 1997 |
| Jan Havelka, Tjeckien     | 1997 - 2009 |
| Lis Nielsen, Danmark      | från 2009   |

## Medlemsorganisationer
- Bulgarski Turisticheski Sajus (BTS)
- Clube de Actividades de Ar Livre
- Cyprus Tourism Organisation
- Dansk Vandrelaug
- Den Norske Turistforening (DNT)
- Eesti Matkaliit
- Eifelverein
- Elliniki Omospondia Orivasias - Anarrichisis
- Euskal Mendizale Federazioa (EMF)
- Federação de Campismo e Montanhismo de Portugal
- Federacao Portuguesa de Montanhismo e Escalada
- Federació Andorrana de Muntanysme (FAM)
- Federación Andaluza de Montañismo (F.A.M.)
- Federacion Aragonesa de Montañismo
- Federación Española de Deportes de Montaña y Escalada
- Federació d’Entitats Excursionistes de Catalunya (FEEC)
- Federacion Navarra de Deportes de Montana y Escalada
- Federació d’Esports de Muntanya y Escalada, Valenciana
- Fédération Française de la Randonnée Pédestre 
  - FFRandonnée - Comitée régional de Picardie
  - FFRandonnée - Comitée régional en Midi-Pyrénées
- Federazione Italiana Escursionismo (FIE)
- Frankenwaldverein
- Grote Routepaden
- HF Holidays Ltd.
- Klub českých turistů (KČT)
- Klub Slovenských Turistov
- Les Sentiers de Grande Randonnée
- Long Distance Walkers
- Magyar Természetbarát Szövetség
- Ministère du Tourisme[förtydliga]
- Mountaineering Council of Ireland
- Mährisch-Schlesischer Sudetengebirgsverein
- Odenwaldklub
- Planinarski Savez Srbije
- Planinska Zveza Slovenije
- Polskie Towarzystwo Turystyczno-Krajoznawcze
- Ramblers' Association
- The Ramblers' Association of Malta
- Ramblers Holidays Limited
- Saarwald-Verein
- Sauerländischer Gebirgsverein (SGV)
- Schweizer Wanderwege (SAW)
- Schwäbischer Albverein
- Siebenbürgischer Karpatenverein (SKV)
- Stichting Wandelplatform
- Svenska Turistföreningen
- Verband Deutscher Gebirgs- und Wandervereine
- Wiehengebirgsverband Weser-Ems
- Wilhelm-Münker-Stiftung
- Österreichischer Alpenverein (OeAV)